# 360
Năm 360 là một năm trong lịch Julius. 